# Wilhelm Tappert
Wilhelm Tappert (* 19. Februar 1830 in Ober-Thomaswaldau, Landkreis Bunzlau (Schlesien); † 27. Oktober 1907 in Berlin) war ein deutscher Musikschriftsteller und Komponist.

## Leben
Tappert absolvierte eine Ausbildung zum Schullehrer und machte 1856–1858 musikalische Studien unter Siegfried Wilhelm Dehn und Adolph Kullak in Berlin, wo er sich 1866 niederließ und als Musikkritiker und Lehrer tätig war. Tappert redigierte von 1876 bis 1880 die Allgemeine Deutsche Musikzeitung. Hauptsächlich war er als Lehrer und Musikkritiker tätig.
Anfang 1897 wurde ihm vorgeworfen, er sei bestechlich. Nach dem ungünstigen Vergleich vor Gericht reichte er bei seiner Zeitung, dem Kleinen Journal, seine Kündigung ein, die die Zeitung nicht annahm.
Tappert veröffentlichte musiktheoretische Schriften sowie Klavierstücke, Lieder, Bearbeitungen altdeutscher Lieder mit Klavierbegleitung und eine Auswahl alter Lautenstücke.